# Cracca lamprolobiodes
Cracca lamprolobiodes là một loài thực vật có hoa trong họ Đậu. Loài này được (F. Muell.) Kuntze mô tả khoa học đầu tiên năm 1891.